# Weltmeisterschaften im Trampolinturnen 1972
Die 7. Turn-Weltmeisterschaften im Trampolinturnen fanden 1972 in Stuttgart in Deutschland statt.

## Ergebnisse

### Männer Einzel
| Rang | Land                   | Turner         |
| ---- | ---------------------- | -------------- |
|      | Vereinigtes Königreich | Paul Luxon     |
|      | Vereinigte Staaten     | Gary Smith     |
|      | Vereinigte Staaten     | Chris Ellerton |

### Synchron Männer
| Rang | Land                   | Turner                    |
| ---- | ---------------------- | ------------------------- |
|      | Vereinigtes Königreich | Paul Luxon Robert Hughes  |
|      | Vereinigte Staaten     | Gary Smith Don Waters     |
|      | Deutschland            | Inge Trudung Kurt Schmidt |

### Damen Einzel
| Rank | Land               | Turnerin            |
| ---- | ------------------ | ------------------- |
|      | Vereinigte Staaten | Alexandra Nicholson |
|      | Deutschland        | Christiana Rother   |
|      | Vereinigte Staaten | Marilyn Stieg       |

### Synchron Damen
| Rang | Land               | Turner                             |
| ---- | ------------------ | ---------------------------------- |
|      | Vereinigte Staaten | Marilyn Stieg Bobby Grant          |
|      | Südafrika          | Jennifer Liebenburg Charlene Merve |
|      | Deutschland        | Dinker Kletzko                     |

### Medaillenspiegel
| Rang | Nation                 | Gold | Silber | Bronze | Gesamt |
| ---- | ---------------------- | ---- | ------ | ------ | ------ |
| 1    | Vereinigte Staaten     | 2    | 2      | 2      | 6      |
| 2    | Vereinigtes Königreich | 2    | -      | -      | 2      |
| 3    | Deutschland            | -    | 1      | 2      | 1      |
| 4    | Südafrika              | -    | 1      | -      | 1      |